# Armas Kinnunen

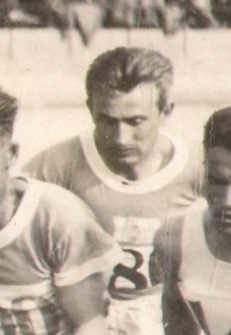
Armas Kinnunen (1928)

Armas Kinnunen (Armas Rikkarti Kinnunen; * 7. Februar 1900 in Kivijärvi; † 26. Juni 1964 in Kannonkoski) war ein finnischer Mittelstrecken-, Langstrecken- und Hindernisläufer.
Bei den Olympischen Spielen 1928 in Amsterdam wurde er Sechster über 5000 m und schied über 1500 m im Vorlauf aus.
1926 sowie 1927 wurde er Finnischer Meister über 1500 m und 1927 über 3000 m Hindernis.

## Persönliche Bestzeiten
- 1500 m: 3:58,3 min, 26. Juni 1927, Lahti
- 5000 m: 14:48,9 min, 14. August 1926, Tampere
- 3000 m Hindernis: 9:46,4 min, 17. Juli 1927, Helsinki